# Kazimiera Zawistowska
Kazimiera Zawistowska, conosciuta anche con lo pseudonimo Ira (Podolia, 17 gennaio 1870 – Cracovia, 28 febbraio 1902), è stata una poetessa e traduttrice polacca esponente del Modernismo. La sua opera è caratterizzata da Misticismo, Simbolismo e Parnassianesimo. Ha tradotto le poesie di Charles Baudelaire, Paul Verlaine e Albert Samain. Morì suicida a Cracovia nel 1902.

## Opere
- Poezje (1903)
- Poezje (1923)
- Utwory zebrane (1982)